# يوري جيركوف

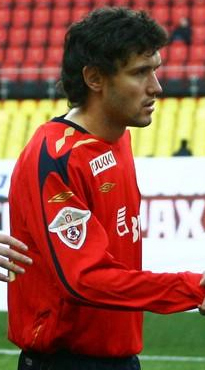
يوري زهيركوف

يوري جيركوف (بالروسية: Юрий Валентинович Жирков)‏ ، من مواليد 20 أغسطس 1983 ، لاعب كرة قدم روسي.
يلعب مع نادي إنجي الروسي.
يلعب مع منتخب روسيا لكرة القدم.

## روابط خارجية
- يوري جيركوف على موقع الاتحاد الدولي (مؤرشف)  (الإنجليزية)
- يوري جيركوف على موقع الاتحاد الأوربي (الإنجليزية)
- يوري جيركوف على موقع إي إس بي إن إف سي (الإنجليزية)
- يوري جيركوف على موقع قاعدة بيانات كرة القدم.إي يو (الإنجليزية)
- يوري جيركوف على موقع بيانات كرة القدم. دي إي (الألمانية)
- يوري جيركوف على موقع ناشيونال فوتبول تيمز (الإنجليزية)
- يوري جيركوف على موقع Soccerbase.com (لاعب) (الإنجليزية)
- يوري جيركوف على موقع Soccerway.com (الإنجليزية)
- يوري جيركوف على موقع عالم كرة القدم.نت (الإنجليزية)
- يوري جيركوف على موقع AS.com (الإسبانية)